# Моуэр, Саймон
Саймон Моуэр (/ˈmɔːr/ MAWR, англ. Simon Mawer; 18 сентября 1948, Англия — 12 февраля 2025) — британский писатель, проживавший в Италии.
В 2009 году вошёл в шорт-лист Букеровской премии за роман «Стеклянная комната».

## Биография
Родился в 1948 году, учился в школе Миллфилд в Сомерсете и в Брасенос-колледже в Оксфорде. Получил степень по зоологии и большую часть своей жизни проработал учителем биологии. В 1989 году, в 41 год, опубликовал свой первый роман «Химера». Его пятый роман, «Карлик Менделя», сделал его известным по обе стороны Атлантики. The New York Times описала его как «тематически амбициозный и остроумный роман». Uzo приобрёл права на экранизацию.
Следующими вышли романы «Евангелие от Иуды» и «Плавание на Итаку», частично вдохновленный его детством на острове Кипр . Опубликовал научно-популярную книгу «Грегор Мендель: посадка семян генетики», опубликованную совместно с Филдовским музеем в Чикаго в качестве дополнения к одноименной выставке музея.
В 2009 году Моуэр опубликовал роман «Стеклянная комната» о вилле, построенной в стиле модерн в чешском городе. Его книга 2012 года «Девушка, которая упала с неба» была положительно воспринята критиками и описана как «умело и грамотно выполненный триллер». В 2015 году он опубликовал «Канат», продолжение романа «Девушка, которая упала с неба». Совсем недавно вышел роман «Пражская весна» (2018) о британцах, живших и путешествующих по Чехословакии во время Пражской весны и последующего Ввода войск в Чехословакию.

## Личная жизнь
Моуэр жил в Риме с 1977 года, преподавал биологию в Британской международной школе Святого Георгия в Риме. Был женат, имел двоих детей. Умер 12 февраля 2025 года в возрасте 76 лет.